# Michele Scarponi
Michele Scarponi (Jesi, 25 settembre 1979 – Filottrano, 22 aprile 2017) è stato un ciclista su strada italiano.
Professionista dal 2002, soprannominato L'Aquila di Filottrano per le sue caratteristiche di scalatore, vinse la Tirreno-Adriatico 2009 e, dopo la squalifica di Alberto Contador, il Giro d'Italia 2011. In seguito, come gregario di Vincenzo Nibali nel team Astana, contribuì al successo di questi al Tour de France 2014 e al Giro d'Italia 2016.

## Carriera

### Giovanili e dilettantismo
Ricevette la prima bicicletta (una Bianchi) come regalo dai genitori per la prima comunione. Fu così iscritto, all'età di otto anni, alla squadra principale della sua zona natale, la Pieralisi di Jesi. Dopo un periodo con scarse soddisfazioni, ottenne il più importante successo da non professionista nel 1997, a 17 anni: il campionato italiano Juniores, dove batté gli avversari sull'ascesa del Castello di Caneva. Questa vittoria gli aprì le porte della nazionale azzurra: nello stesso anno venne infatti convocato per la prova di categoria del campionato del mondo su strada di San Sebastián, lottò per la vittoria ma venne rallentato da una foratura nella fase decisiva della gara.
L'anno successivo passò tra i dilettanti in provincia di Treviso, vestendo per tre anni la maglia della squadra castellese Zalf-Euromobil-Fior e per uno la maglia della vazzolese Site-Frezza-Safi-Mattiuzzo, con cui ottenne vittorie sia in campo nazionale sia internazionale. Nel 2001 fu convocato per la gara a cronometro del campionato del mondo su strada di Lisbona, gara in cui si classificò ottavo, primo tra gli italiani.

### 2002-2008: gli esordi nel professionismo e la squalifica
Nel 2002 venne contattato dalla Acqua & Sapone-Cantina Tollo, squadra di Mario Cipollini, debuttando tra i professionisti e ottenendo subito una vittoria di tappa nella Settimana Ciclistica Lombarda. L'anno dopo, con la Domina Vacanze-Elitron, ex Acqua & Sapone, si mise in luce soprattutto nelle classiche di primavera con vari piazzamenti (settimo all'Amstel Gold Race, quarto alla Liegi-Bastogne-Liegi), e così pure nel 2004, quando si aggiudicò la Settimana Ciclistica Lombarda e la storica Corsa della Pace, primo italiano a riuscirvi, cogliendo anche il quarto posto alla Freccia Vallone e il settimo alla Liegi-Bastogne-Liegi.
Nel 2005 si trasferì in Spagna, alla Liberty Seguros-Würth di Manolo Saiz, concludendo al dodicesimo posto la Vuelta a España; l'anno seguente rimase quindi coinvolto, insieme a buona parte della sua squadra, nell'inchiesta doping della cosiddetta Operación Puerto. Dopo aver ammesso alla Procura del CONI i propri legami col medico Eufemiano Fuentes, nel luglio 2007 venne squalificato per diciotto mesi (fino al 15 novembre 2008) dalla Commissione disciplinare della Federciclismo per violazione dell'articolo 2.2 del codice WADA. Nella prima parte del 2007 aveva intanto corso per l'Acqua & Sapone-Caffè Mokambo, aggiudicandosi una tappa e la classifica generale della Settimana Internazionale di Coppi e Bartali.

### 2009-2010: il rientro e le stagioni alla Diquigiovanni/Androni
Il 1º agosto 2008 siglò un contratto pluriennale con la Serramenti PVC Diquigiovanni-Androni Giocattoli di Gianni Savio. Decorsi i termini della squalifica, nel 2009 prese il via alla Tirreno-Adriatico come capitano della Diquigiovanni insieme a Rebellin: arrivò quarto nella cronometro di Macerata e vinse la tappa successiva con arrivo a Camerino, e grazie a questo piazzamento riuscì ad imporsi nella classifica generale precedendo Stefano Garzelli e Andreas Klöden. In maggio si aggiudicò anche le tappe di Mayrhofen e di Benevento al Giro d'Italia, che concluse in 32ª posizione. Grazie alle buone prestazioni della stagione venne convocato dal commissario tecnico della Nazionale italiana Franco Ballerini per il campionato mondiale di Mendrisio; durante la corsa iridata si mise a disposizione della squadra dando vita a un'azione di fuga insieme al compagno Giovanni Visconti.
Il suo 2010 si aprì con il successo nella tappa di Chieti alla Tirreno-Adriatico, seguita quindi da quella nel prologo della Settimana Ciclistica Lombarda, una cronoscalata con arrivo al Colle Gallo, e dalla successiva conquista della classifica generale. Il 28 maggio conseguì un'altra prestigiosa vittoria, la diciannovesima tappa del Giro d'Italia, da Brescia all'Aprica; nella classifica generale del Giro concluse quarto, a 2'50" dal vincitore Ivan Basso. In ottobre, dopo il terzo posto al Giro dell'Emilia, chiuse secondo al Giro di Lombardia, battuto dal belga Philippe Gilbert.

### 2011-2013: gli anni alla Lampre e la vittoria al Giro

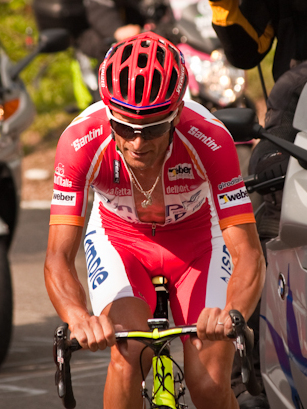
Scarponi in maglia rossa al Giro d'Italia 2011

Nel 2011 si trasferì tra le file della Lampre-ISD, la squadra diretta da Giuseppe Saronni. Quell'anno partecipò al Giro d'Italia: al termine di quella gara riuscì, per la prima volta, a salire sul podio finale della "Corsa rosa", chiudendo al secondo posto alle spalle del vincitore Alberto Contador e davanti a Vincenzo Nibali. In seguito alla squalifica di Contador per positività al clenbuterolo conquistò a tavolino la vittoria finale della "corsa rosa" e la Coppa del 150º anniversario dell'Unità d'Italia. Oltre al successo al Giro, guadagnò, sempre per la squalifica di Contador, anche la vittoria della terza tappa e della classifica finale della Volta Ciclista a Catalunya, svoltasi in marzo. Nella stessa stagione prese il via anche alla Vuelta a España, senza ottenere piazzamenti e ritirandosi nel corso della quattordicesima tappa.
Nella stagione 2012 partecipò alla Tirreno-Adriatico, concludendo al settimo posto, e proseguì la stagione puntando alla vittoria del Giro d'Italia. Seppur non in forma al via della "Corsa rosa", chiuse secondo nella settima frazione, battuto in volata da Paolo Tiralongo; rimase poi con i migliori sulle successive tappe di montagna, nonostante una crisi di crampi nella diciassettesima frazione, quella con arrivo a Cortina. Nella diciannovesima tappa, con arrivo sull'Alpe di Pampeago, si fece notare con alcuni scatti – perse però 32 secondi da Ryder Hesjedal – mentre l'indomani, nella tappa con arrivo sullo Stelvio vinta da Thomas De Gendt, riuscì a difendere il terzo posto in graduatoria. Nella cronometro finale dovette però cedere il gradino più basso del podio allo stesso De Gendt, concludendo così la corsa al quarto posto. In stagione partecipò anche al Tour de France, riuscendo a ottenere solo un secondo posto nella decima frazione con arrivo a Bellegarde-sur-Valserine, battuto da Thomas Voeckler al termine di una lunga fuga.
Il 2013 vide ancora Scarponi difendere i colori della Lampre-Merida. Dopo aver scaldato le gambe alla Paris-Nice, ottenne il terzo posto alla Volta Ciclista a Catalunya, a soli 34" dal vincitore Daniel Martin. In preparazione al Giro d'Italia partecipò al Giro del Trentino, finendo però fuori dalla top ten finale, e solamente due giorni dopo colse un prestigioso quinto posto alla Liegi-Bastogne-Liegi. Ai nastri di partenza del Giro d'Italia è quindi uno dei favoriti insieme a Vincenzo Nibali e Bradley Wiggins. Nella terza tappa con arrivo a Marina d'Ascea è sfortunato protagonista di una caduta che gli costa quasi un minuto dai migliori. Senza mai chiudere una tappa sul podio riesce comunque a difendersi in salita (grazie anche ai sacrifici del gregario Przemysław Niemiec) e a cronometro: conclude così la "Corsa rosa" 2013 al quarto posto, come 12 mesi prima, preceduto da Nibali, Rigoberto Urán e Cadel Evans. In settembre ottiene l'unico successo stagionale, aggiudicandosi il Gran Premio Costa degli Etruschi.

### 2014-2017: Astana
Per la stagione 2014 Scarponi lascia la Lampre-Merida per difendere i colori della formazione kazaka Astana, capitanata da Vincenzo Nibali. Dopo aver concluso il Giro del Trentino all'ottavo posto, partecipa al Giro d'Italia 2014 con gradi di capitano ma è costretto al ritiro per una caduta nella tappa di Montecassino. Successivamente gareggia al Tour de France 2014 e al Giro d'Italia 2016 come gregario di Nibali, contribuendo al successo finale del messinese. Memorabile il suo contributo al Giro del 2016 nella decisiva penultima tappa, con passaggio sul Colle dell'Agnello: in fuga con un gruppo di corridori che aveva un ampio vantaggio, venne informato dalla sua ammiraglia dell'attacco sferrato dal suo capitano Vincenzo Nibali nei confronti dell'allora Maglia Rosa, Steven Kruijswijk, nel gruppo principale alle sue spalle. Dando un grande esempio del concetto di squadra nel ciclismo, Scarponi si fermò - con tanto di piede a terra - ad aspettare il suo compagno, occupando il tempo per recuperare borracce e prepararsi per l'azione finale in cui scortò Nibali a tutta velocità fin quasi al traguardo, consentendo al messinese di recuperare lo svantaggio accumulato in classifica generale e vincere un Giro d'Italia che sembrava ormai fuori dalla sua portata.
Partecipa alla Vuelta a España 2016 con il compito di aiutare il giovane compagno di squadra Miguel Ángel López ma, dopo che il colombiano è costretto a ritirarsi a causa di alcune cadute, assume i gradi di capitano. Si comporta benissimo fino alla diciannovesima tappa, tanto da occupare il 7º posto in classifica. Cede però parecchio terreno sull'ultima salita della corsa, l'Alto de Aitana, e conclude la gara 11º a 15'33" da Nairo Quintana.
A seguito di un infortunio che costringe Fabio Aru a saltare il Giro d'Italia 2017, viene nominato dal team manager Alexandre Vinokourov capitano della squadra per la corsa rosa. Torna al successo nella 1ª tappa del Tour of the Alps, imponendosi in una volata a sei corridori su Geraint Thomas e Thibaut Pinot, al termine di una frazione vallonata, conquistando anche la maglia di capoclassifica.

## Morte
Il 22 aprile 2017, mentre si stava allenando per le strade di Filottrano, sua città di residenza, in preparazione al Giro d'Italia, è stato mortalmente coinvolto in un incidente stradale, all’età di 37 anni. Era tornato a casa il giorno prima dal Tour of the Alps, dove aveva centrato una vittoria di tappa, e qualche giorno dopo sarebbe dovuto andare in Sicilia per concludere la preparazione al Giro, a cui avrebbe preso parte con i gradi di capitano a causa dell'infortunio di Fabio Aru. L'incidente è avvenuto alle otto del mattino, quando è stato investito all'incrocio tra Via dell'Industria e Via Schiavoni da un furgone Iveco Daily guidato da un artigiano locale, Giuseppe Giacconi, amico del padre di Scarponi, che non aveva rispettato un segnale di stop. Il procedimento penale a carico di Giacconi è stato archiviato nel febbraio 2018, in seguito alla morte prematura dell'imputato a causa di un cancro.
Il funerale di Scarponi, officiato dal cardinale Edoardo Menichelli, si è tenuto il 25 aprile seguente allo stadio di Filottrano, alla presenza di oltre 5 000 persone.
In seguito alla morte del corridore, è stato osservato un minuto di silenzio prima delle principali gare ciclistiche corse nei giorni successivi, tra cui il Giro di Croazia e la Liegi-Bastogne-Liegi. Un minuto di silenzio è stato disposto dal CONI in tutte le manifestazioni sportive italiane per due giorni, tra cui il campionato di calcio di Serie A. Alejandro Valverde, vincitore della Liegi, ha dedicato la vittoria a Scarponi e ha devoluto l'intero premio alla sua famiglia. Vincenzo Nibali, suo ex-compagno di squadra e amico personale, gli ha dedicato la vittoria della classifica generale del Giro di Croazia. L'Astana ha corso il Giro d'Italia con otto corridori, e non nove, in memoria di Scarponi. L'organizzazione del Giro gli ha intitolato la salita del Passo del Mortirolo, dove aveva attaccato nel corso della vittoriosa tappa con arrivo all'Aprica nel Giro 2010, assegnando al primo corridore a transitare dal GPM, vinto dal compagno di squadra Luis León Sánchez, il doppio dei punti per la classifica scalatori. Sul finire di stagione anche Peter Sagan ha dedicato la sua vittoria al campionato del mondo al ciclista italiano.
In suo onore, è stato fissato a Filottrano l'arrivo della quinta tappa della Tirreno-Adriatico 2018. La maglia del miglior combattivo del Tour of the Alps 2022 è stata dedicata a Scarponi e alla fondazione a lui intitolata.
È stata istituita a Sarnano una scultura in suo onore. La pietra è un bianco sibillino, ricavato da una cava di travertino rifinita con le incisioni del maestro Valentino Giampaoli, con la frase che lo ha reso celebre durante un'intervista all'Ora del ciclismo: "Correte in bici, divertitevi, inseguite un sogno" .

## Palmarès
- 2002 (Acqua & Sapone-Cantina Tollo, una vittoria)

3ª tappa, 2ª semitappa Settimana Ciclistica Lombarda (Sarnico > San Fermo)
- 2003 (Domina Vacanze-Elitron, una vittoria)

3ª tappa Giro d'Abruzzo (Atri > Atri)
- 2004 (Domina Vacanze, sei vittorie)

4ª tappa Settimana Internazionale di Coppi e Bartali (Casalgrande > Pavullo)
1ª tappa Settimana Ciclistica Lombarda (Casazza > Colle Gallo)
2ª tappa Settimana Ciclistica Lombarda (Roncadelle > Roncadelle)
Classifica generale Settimana Ciclistica Lombarda
4ª tappa Corsa della Pace (Eisleben > Beierfeld)
Classifica generale Corsa della Pace
- 2007 (Acqua & Sapone-Caffè Mokambo, due vittorie)

2ª tappa Settimana Internazionale di Coppi e Bartali (Castel San Pietro Terme > Faenza)
Classifica generale Settimana Internazionale di Coppi e Bartali
- 2009 (Serramenti PVC Diquigiovanni-Androni Giocattoli, quattro vittorie)

6ª tappa Tirreno-Adriatico (Civitanova Marche > Camerino)
Classifica generale Tirreno-Adriatico
6ª tappa Giro d'Italia (Bressanone > Mayrhofen)
18ª tappa Giro d'Italia (Sulmona > Benevento)
- 2010 (Androni Giocattoli-Serramenti PVC Diquigiovanni, quattro vittorie)

4ª tappa Tirreno-Adriatico (San Gemini > Chieti)
Prologo Settimana Ciclistica Lombarda (Colle Gallo, cronometro)
Classifica generale Settimana Ciclistica Lombarda
19ª tappa Giro d'Italia (Brescia > Aprica)
- 2011 (Lampre-ISD, sei vittorie)

5ª tappa Giro di Sardegna (Oristano > Gesturi)
4ª tappa Tirreno-Adriatico (Narni > Chieti)
3ª tappa Volta Ciclista a Catalunya (La Vall d'en Bas > Andorra/Vallnord)
Classifica generale Volta Ciclista a Catalunya
Classifica generale Giro del Trentino
Classifica generale Giro d'Italia
- 2013 (Lampre-Merida, una vittoria)

Gran Premio Costa degli Etruschi
- 2017 (Astana Pro Team, una vittoria)

1ª tappa Tour of the Alps (Kufstein > Innsbruck/Hungerburg)

### Altri successi
- 2003 (Domina Vacanze-Elitron)

Classifica a punti Giro d'Abruzzo
- 2004 (Domina Vacanze, sei vittorie)

Classifica a punti Settimana Ciclistica Lombarda
Classifica scalatori Settimana Ciclistica Lombarda
- 2011 (Lampre-ISD)

Classifica a punti Tirreno-Adriatico
Classifica a punti Giro d'Italia
Coppa del 150º anniversario dell'Unità d'Italia
- 2015 (Astana Pro Team)

2ª tappa Vuelta a Burgos (Burgos, cronosquadre)
- 2016 (Astana Pro Team)

1ª tappa Giro del Trentino (Riva > Torbole, cronosquadre)
2ª tappa Vuelta a Burgos (Burgos, cronosquadre)
Trofeo Vincenzo Torriani Giro d'Italia

## Piazzamenti

### Grandi Giri
- Giro d'Italia

2002: 18º
2003: 15º
2005: 47º
2006: ritirato
2009: 32º
2010: 4º
2011: vincitore
2012: 4º
2013: 4º
2014: ritirato (16ª tappa)
2016: 16º
- Tour de France

2004: 32º
2012: 24º
2014: 49º
2015: 41º
- Vuelta a España

2003: 13º
2005: 12º
2011: ritirato
2013: 15º
2016: 11º

### Classiche monumento
- Milano-Sanremo

2005: 133º
2009: 46º
2010: 30º
2011: 6º
2015: 21º
- Liegi-Bastogne-Liegi

2003: 4º
2004: 7º
2009: 34º
2012: 8º
2013: 5º
2015: 41º
- Giro di Lombardia

2003: ritirato
2005: ritirato
2008: 57º
2009: 88º
2010: 2º
2013: ritirato
2014: ritirato

### Competizioni mondiali
- Campionati del mondo

Lisbona 2001 - Cronometro Under-23: 8º
Mendrisio 2009 - In linea Elite: ritirato
Toscana 2013 - In linea Elite: 16º

## Riconoscimenti
- Premio Regione Marche nel 2009[25]
- Premio speciale del CONI Provinciale di Ancona nel 2009 e 2010[26][27]
- Premio Italia professionisti nel 2011
- Oscar TuttoBici della rivista TuttoBici nel 2011

## Curiosità
Nel 2015 fa una breve comparsa nel video ufficiale de Nel mio giardino dei Gang, suoi concittadini.